# PFK Bòtev Plòvdiv 1912
El PFK Bòtev Plòvdiv 1912 (en búlgar: Ботев Пловдив) és un club de futbol búlgar de la ciutat de Plòvdiv, al districte de Kamenitza.

## Història
El club va ser fundat el 12 de març de 1912 per estudiants de l'Institut Catòlic. Anomenaren el nou club Botev, en honor de l'heroi nacional búlgar Khristo Bòtev.
El club ha canviat diversos cops de nom. Aquests han estat
- 1912: FD Botev
- 1924: SK Botev Plovdiv
- 1944: OSK (Obedinen sporten klub) Botev-Shipka)
- 1947: ASK (Armeiski sporten klub) Botev)
- 1951: DNV (Dom Narodno Voiskovo) Plovdiv
- 1952: DNA (Dom na Narodnata Armia) Plovdiv
- 1955: SKNA (Sporten klub na Narodnata Armia) Plovdiv
- 1956: ASK (Armeiski sporten klub) Botev Plovdiv
- 1967: fusió amb FK Spartak i Akademik en AFD (Armeisko Fizkulturno Druzhestvo) Trakia
- 1985: FK (Futbolen Klub) Trakia
- 1989: FK Botev Plovdiv

Entre els jugadors que més partits han jugat amb el primer equip a primera divisió cal destacar: Dinko Dermendjiev (447), Viden Apostolov (429), Petar Zehtinski (351), Kostadin Kostadinov (349), Dimitar Mladenov (347). Els màxims golejadors són: Dinko Dermendjiev (194), Kostadin Kostadinov (106), Atanas Pashev (100), Antim Pehlivanov (89), Georgi Popov (83).
El lema del club és Krasota, vjara, borba (Bellesa, fe, lluita). Representa la classe alta de la ciutat en contraposició amb els seus rivals del Lokomotiv Plovdiv.
Els colors del club, el groc i el negre foren adoptats el 1917. Hi ha dues teories sobre l'origen d'aquests colors. La primera diu que representen la unitat entre les escoles catòliques (groc) i ortodoxes (negre). La segona diu que els fundadors van crear el club a imatge dels clubs austríacs, molt populars al moment (el primer escut del club, per exemple, fou una còpia exacta de l'escut del Rapid Viena), i els colors foren els de la bandera de l'Imperi Austrohongarès.
Pel que fa a l'estadi, aquest fou inaugurat el 14 de maig de 1961 en els mateixos terrenys on havia estat l'antic estadi.

## Palmarès
- Lliga búlgara de futbol (2): 1929, 1967
- Copa búlgara de futbol (4): 1962, 1981, 2017, 2024
- Copa Balcànica de clubs (1): 1972
- Copa Trimontium (4): 1943, 1984, 1987, 1989

## Presidents
- Stoyan Puhtev (1912 – 1922)
- Ivan Nikiforov (1922 – 1923)
- Georgui Hitrilov (1923 – 1926)
- Hristo Kanchev (1926 – 1944)
- Stoyo Seizov (1944 – 1947)
- Dimitar Ganchev (1947 – 1953)
- Dimitar Vanguelov (1953 – 1960)
- Yovcho Yovchev (1960 – 1964)
- Stanko Stankov (1964 – 1972)
- Kiril Asparuhov (1972 – 13.09.1990)
- Viden Apostolov (13.09.1990 – 01.10.1992)
- Petar Baldzhiev (01.10.1992 – 16.01.1993)
- Hristo Danov (16.01.1993 – 04.01.1995)
- Mihail Markachev (04.01.1995 – 14.10.1996)
- Georgi Chakarov (14.10.1996 – 16.09.1997)
- Petko Muravenov (16.10.1997 – 26.11.1997)
- Vassil Koritarev (26.11.1997 – 16.12.1997)
- Vasko Ninov (16.12.1997 – 19.03.1999)
- Dimitar "Rural" Hristolov (des de 19.03.1999)

## Futbolistes destacats
- Dinko Dermendjiev
- Viden Apostolov
- Georgi Slavkov-Benksa
- Georgi Popov-Tumbi
- Georgi Georgiev
- Atanas Pashev
- Kostadin Kostadinov
- Petar Zehtinski
- Georgi Asparuhov
- Dimitar Mladenov
- Anton Milkov
- Tzvetozar Dermendzhiev
- Borislav Mikhailov
- Stefan Kostadinov
- Bozhidar Iskrenov
- Marin Bakalov
- Velko Yotov
- John Inglis
- Geno Dobrevski
- Ivan Dobrevski
- Todor Zaytsev
- Kostadin Vidolov

## Adreça del club
10, Iztochen Blvd, kv. Kamenitza, 4017 Plòvdiv